# Nickel Chand
Nickel Nishan Chand (28 luglio 1995) è un calciatore figiano, centrocampista del Suva.

## Carriera

### Club
Ha sempre giocato nel campionato figiano.

### Nazionale
Nel 2015 ha partecipato ai Mondiali Under-20.
Ha partecipato alla Coppa d'Oceania nel 2016 e alle Olimpiadi nello stesso anno.